# Vladimír Zábrodský
Vladimír Zábrodský   (Praga, 7 de març de 1923 - Estocolm, 20 de març de 2020) va ser un jugador d'hoquei sobre gel i tennista txec que va competir entre les dècades de 1930 i 1960. És considerat un dels millors jugadors d'hoquei sobre gel txec de la postguerra. Era germà del també jugador d'hoquei Oldřich Zábrodský.
El 1948 va prendre part en els Jocs Olímpics d'Hivern de St. Moritz, on guanyà la medalla de plata en la competició d'hoquei sobre gel. En el seu palmarès també destaquen dues medalles d'or al Campionat del Món d'hoquei sobre gel, el 1947 i 1949. A nivell de clubs va jugar més de 300 partits i va marcar més de 500 gols a les lligues txeques. El 1997 fou inclòs a l'International Ice Hockey Federation Hall of Fame.
El 1950 va ser arrestat, juntament amb 11 companys de la selecció nacional txecoslovaca, pel govern comunista acusats de planejar la deserció. Els altres companys foren empresonats i torturats, i tan sols ell no fou declarat culpable, cosa que fa sospitar que fos un espia del govern.
Com a jugador de tennis va representar Txecoslovàquia a la Copa Davis els anys 1948, 1955 i 1956. Fou subcampió nacional individual el 1955 i semifinalista en diverses ocasions.
El 1964 va emigrar a Suècia on va entrenar diversos clubs d'hoquei suecs i jugadors de tennis.